# Horacio Ángel Ungaro

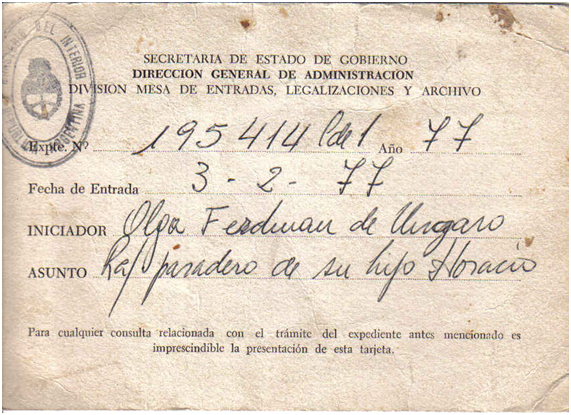
Ficha de inicio de trámite por paradero de Horacio Ungaro.

Horacio Ángel Ungaro (12 de mayo de 1959 – La Plata, Argentina) fue uno de los estudiantes secundarios que, habiendo militado por el derecho al uso del boleto escolar, entre otros pedidos, resultó desaparecido la noche del 16 de septiembre de 1976 en lo que se conoció como la Noche de los Lápices, durante la dictadura autodenominada Proceso de Reorganización Nacional.

## Biografía
Cursó sus estudios primarios en la Escuela Nº 18 de Gonnet y sus estudios secundarios en el Normal Nº 3 de la ciudad de La Plata donde era un alumno de excelencia. En diferentes años de su trayectoria escolar, figuró en el cuadro de honor. Estudió en la Alianza Francesa y se desempeñaba como profesor de francés.
Comenzó a militar en la Unión de Estudiantes Secundarios en 1974. En 1975 participó activamente por la obtención del Boleto Estudiantil Secundario, el mismo boleto que hoy está vigente en la provincia de Buenos Aires. El 16 de septiembre de 1976, en la denominada ‘’Noche de los Lápices’’, es secuestrado en su casa, junto con su amigo Daniel Racero y son llevados detenidos ilegalmente al Pozo de Arana, primero, y al Pozo de Banfield, después. Aquella noche también fueron secuestradas otras personas: María Claudia Falcone, María Clara Ciocchini, Francisco López Muntaner y Claudio de Acha. A los 15 días de aquel hecho, también secuestraron a su hermana Nora de 22 años. Nora estudiaba veterinaria y trabajaba en una conocida casa de modas de La Plata.

## Familia
Su familia es militante de los Derechos Humanos y lleva adelante una política activa de no olvido y no perdón. En este marco, pusieron online un sitio web consultado a nivel internacional con documentación del archivo de la familia. Marta Ungaro, su hermana, es una luchadora por los Derechos Humanos y ha dado incontables testimonios sobre lo sucedido.

## Homenajes
La Escuela 18 de la localidad de Gonnet, Partido de La Plata, donde hizo los estudios primario lleva su nombre.